# V.11
V.11 – rekomendacja CCITT (obecnie ITU-T), która specyfikuje charakterystyki elektryczne sygnałów dwukierunkowego symetrycznego interfejsu przesyłu danych (także opis gniazda i rozłożenie sygnałów na końcówkach) dla sygnałów o szybkości do 10 Mbit/s. Rekomendacja ta wchodzi w skład (ale nie została opublikowana) standardów serii X jako X.27 i jest także równoważna standardowi EIA RS-422.
Standard ten został zatwierdzony w roku 1976.
Rekomendacja zaleca 37-końcówkowe złącza ISO 4902, co jest zgodne także z zaleceniem EIA RS-422.
Dla interfejsu sieciowego zaleca się natomiast 15-końcówkowe złącze ISO 4903.

## Charakterystyki elektryczne interfejsu V.11
| Zakres poziomu sygnału wyjściowego | Próg sygnału na wejściu odbiornika | Dane        | Kontrola/taktowanie |
| ---------------------------------- | ---------------------------------- | ----------- | ------------------- |
| -2V do -6V                         | -0,3V                              | binarne „1” | OFF (wyłącz.)       |
| +2V do +6V                         | +0,3V                              | binarne „0” | ON (włącz.)         |

Przewody połączeniowe interfejsu mogą nie być terminowane lub też mogą być zakończone rezystancją. Zależy to od zastosowań. Generalnie rezystory końcowe stosuje się aby zmniejszyć odbicia sygnałów dla przepływności powyżej 200 kbps. Typowo końcówki przewodów sygnałowych są wtedy spięte do masy rezystancją 175 Ω.